# 13212 Jayleno
13212 Jayleno eller 1997 JL13 är en asteroid i huvudbältet som upptäcktes den 3 maj 1997 av den belgiske astronomen Eric W. Elst vid La Silla-observatoriet. Den är uppkallad efter den amerikansk ståuppkomikern och programledaren Jay Leno.